# Izabela Łabuda
Izabela Łabuda, również jako Izabela Labuda, Izabela Łabuda-Wandzik (ur. 28 czerwca 1961 w Chorzowie) – polska śpiewaczka operowa (sopran). 
Absolwentka Akademii Muzycznej w Katowicach (klasy Urszuli Mitręgi i Eugeniusza Sąsiadka, dyplom w 1987). Laureatka międzynarodowych konkursów wokalnych. Była wokalistka Opery Wrocławskiej, Opernhaus Essen, Wiener Staatsoper i Wiener Volksoper.

## Nagrody
- 1987: 33. Międzynarodowy Konkurs Wokalny w Tuluzie - Prix Centre Français de Firmatin Lyrique[2]
- 1988: VII Międzynarodowy Konkurs Wokalny Belvedere - III nagroda[3]
- 1988: II Międzynarodowy Konkurs Wokalny Neue Stimmen w Gütersloh - I miejsce[4]
- 1989: Nagroda Artystyczna Młodych im. Stanisława Wyspiańskiego II stopnia w dziedzinie wokalistyki